# أدهم السلحدار
أدهم السلحدار (9 سبتمبر 1968 -2 ديسمبر 2021)  هو كان لاعب سابق في النادي الإسماعيلي ومنتخب مصر العسكري.

## مشواره
بدأ السلحدار مشواره الكروي في نادي النيل الرياضي ثم إنتقل إلى نادي النيل للأدوية ثم إنتقل إلى النادي الإسماعيلي بعد مفاوضات استمرت 6 أشهر مقابل 10 ألاف جنيه مصري، ساهم السلحدار مع الإسماعيلي في التتويج ببطولة الدوري بعد مباراة فاصلة، حيث كان هدف السحلدار في نادي الزمالك بالجولة قبل الأخيرة من بطولة الدوري سبباً رئيسياً في تأهل فريقه للمباراة الفاصلة واستمر مع الإسماعيلي حتى موسم 96-97 الذي شهد التتويج ببطولة كأس مصر على حساب النادي الأهلي ثم انتقل إلى نادي الشرقية الذي كان ينافس في دوري الدرجة الثانية ويقوده حسن شحاتة ليساهم في صعوده إلي الدوري الممتاز ثم إنتقل السلحدار إلى نادي المعادن الذي تحول إلي جولدي بعدها ليستمر معه حتى اعتزاله كرة القدم عام 2000.
ثم بدأ مشواره التدريب في نفس النادي وعمل في جهاز المدرب محمد صلاح وبعد رحيله من جولدي عمل مساعداً لأنور سلامة في نادي الاتحاد الليبى وفاز معهم بلقبى الدورى والسوبر الليبى في 2010 ثم عمل مدرباً عاماً في نادي إنبي ثم عمل في الإسماعيلي مدرباً عاماً مع محمود جابر ثم مديراً فنياً مؤقتاً لمدة 9 مباريات ليتولى مؤخراً تدريب نادي المجد الذي توفى وهو يقوده.

## وفاته
توفى السلحدار خلال مواجهة فريقه أمام نادي الزرقا بالدرجة الثانية التي أقيمت على الملعب الفرعي باستاد برج العرب سجل فريق نادي المجد السكندري هدفاً قاتلاً في الثواني الأخيرة من مباراة فريقه مع الزرقا ليسجد السلحدار شكراً ثم سقط أرضاً.قام النادي الإسماعيلي بتسمية الملعب الفرعي رقم 2 بمقر النادي على اسم أدهم السلحدار.

## بطولاته
كلاعب:
- الدوري المصري الممتاز 1990–91
- كأس مصر 1996-1997
- بطولة العالم العسكرية 1993